# Calamagrostis tacomensis
Calamagrostis tacomensis är en gräsart som beskrevs av K.L.Marr och Hebda. Calamagrostis tacomensis ingår i släktet rör, och familjen gräs. Inga underarter finns listade i Catalogue of Life.